# Kick Pruijsbrug
De Kick Pruijsbrug (eerder bekend als Geniedijkbrug) is een fietsbrug bij Hoofddorp. De brug verbindt sinds 2013 de door de A4 doorsneden Geniedijk Haarlemmermeer.

## Ontwerp
De brug is ontworpen door Verburg Hoogendijk Architekten in opdracht van de provincie Noord-Holland. De brug is gemaakt van Cortenstaal. Dit staal gebruikt het roest als een beschermingslaag en is daarmee onderhoudsvriendelijk en sluit aan bij de uitstraling van de Stelling van Amsterdam waar de geniedijk een onderdeel van is. Cortenstaal werd destijds voor het eerst met goedkeuring van Rijkswaterstaat toegepast. De brugdelen zijn in de nachten van 3 en 4 oktober 2012 binnen 10 minuten geplaatst om kosten en overlast voor het verkeer te beperken.

## Landschap
De brug is zo ontworpen dat deze niet op de geniedijk ligt, maar er parallel naast om de dijk in de waarde te laten en beter te ervaren door het afstand nemen via de op- en afgaande lus. De overspanning loopt in het verlengde van het achterkanaal, waarbij de brugpilaren in het water staan. Het water loopt onder de weg door en is begaanbaar voor kano's. Er is voor de achterzijde gekozen omdat dat de 'vriendelijke' kant van de dijk is. Aangeplante bomen aan deze zijde symboliseren verdedigende soldaten. De dijk  is bij de snelweg aan beide kanten afgekapt met een betonnen rand waarin de letters 'Stelling' als zetletters zijn aangebracht.

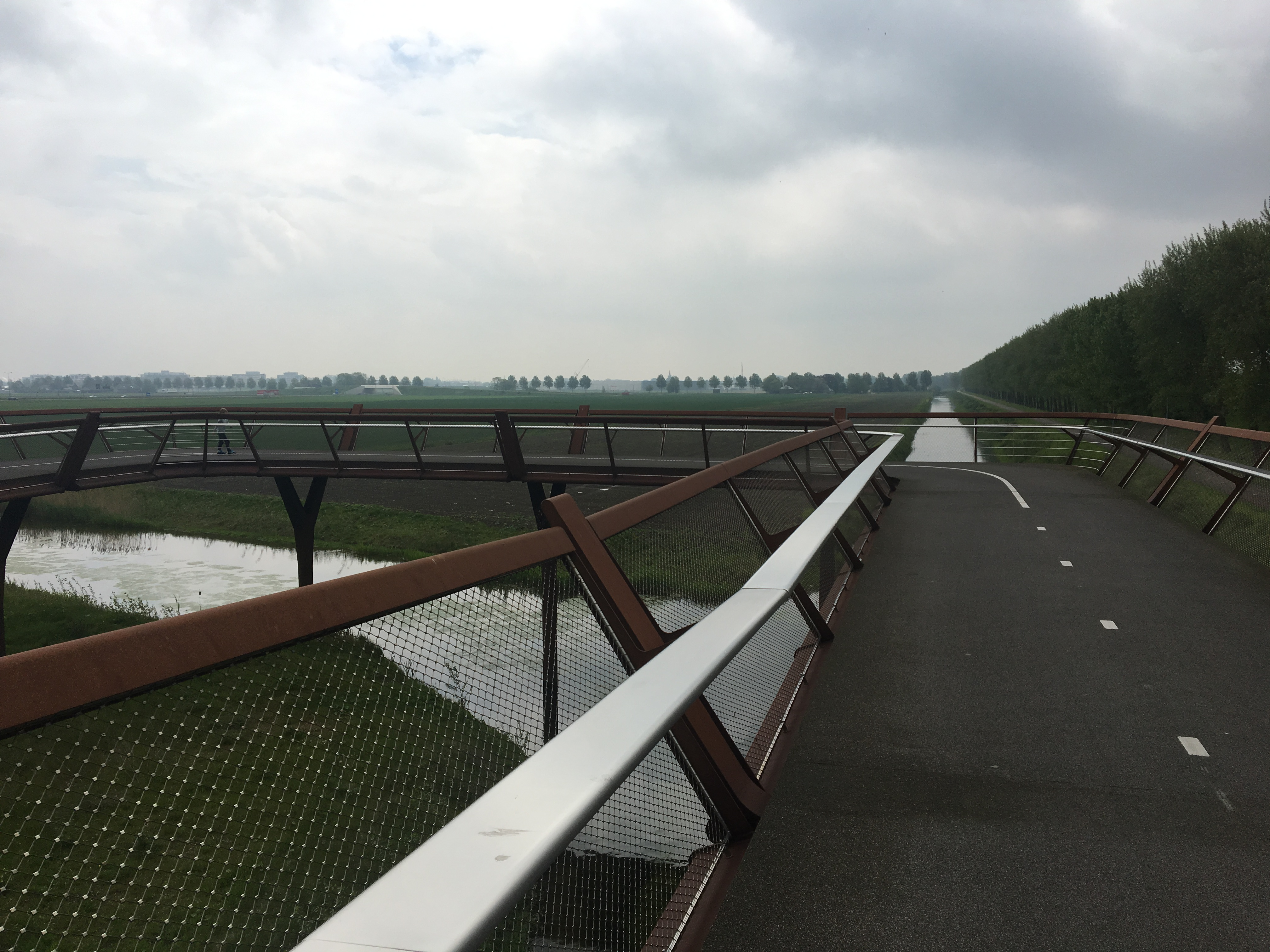
Wegdek loopt boven het achterkanaal
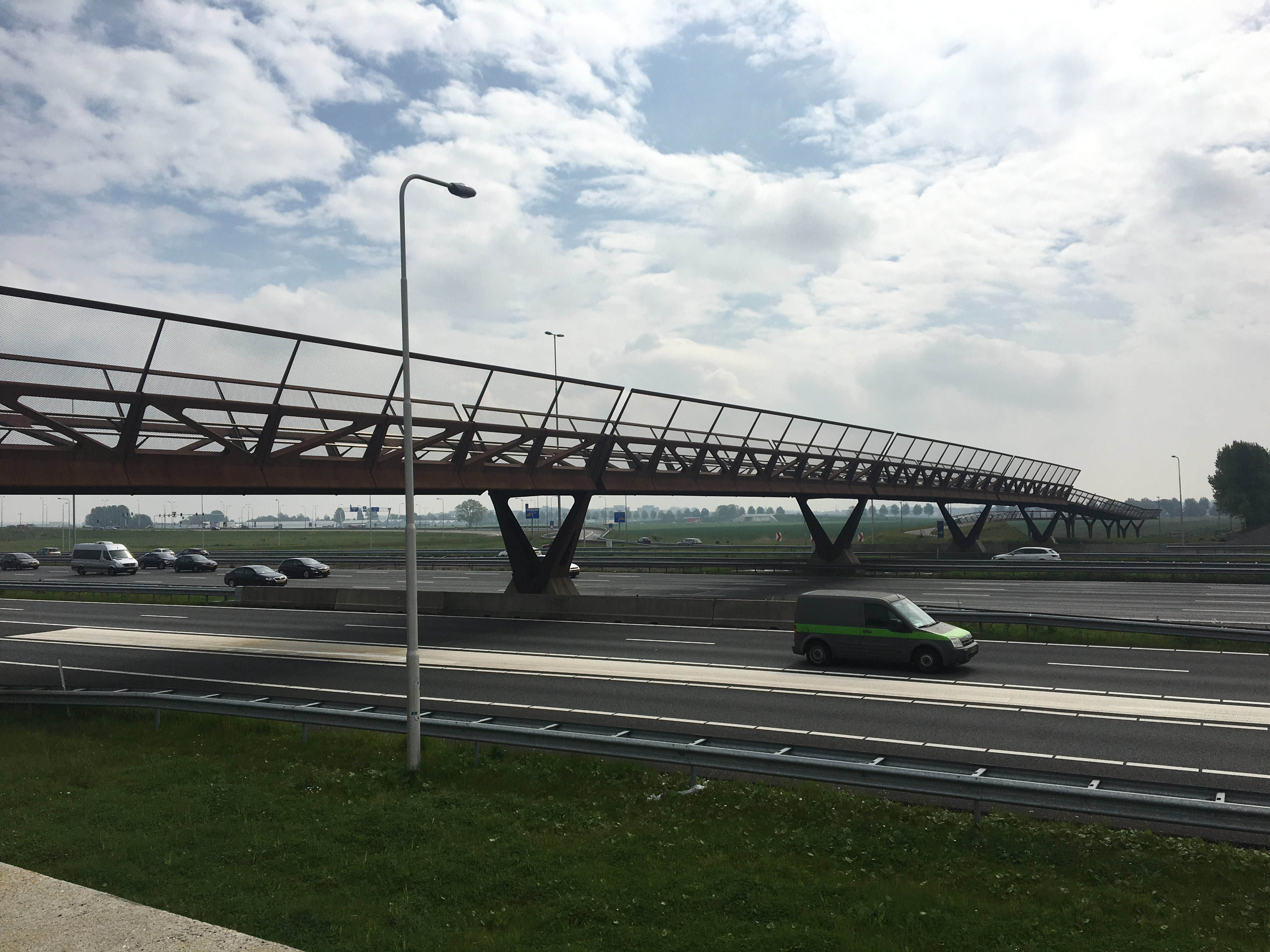
Overspanning over de snelweg
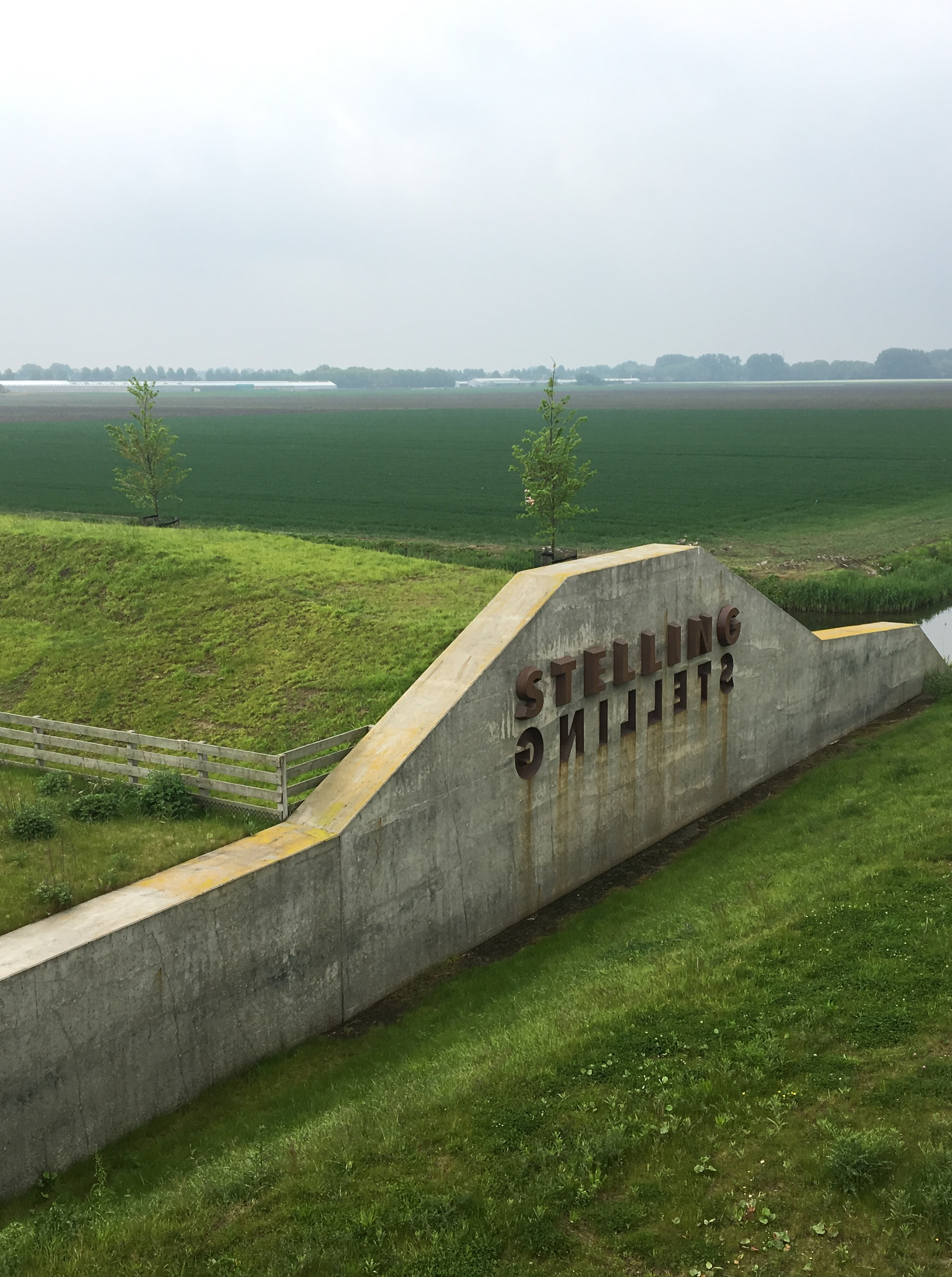
Geniedijkdoorsnijding
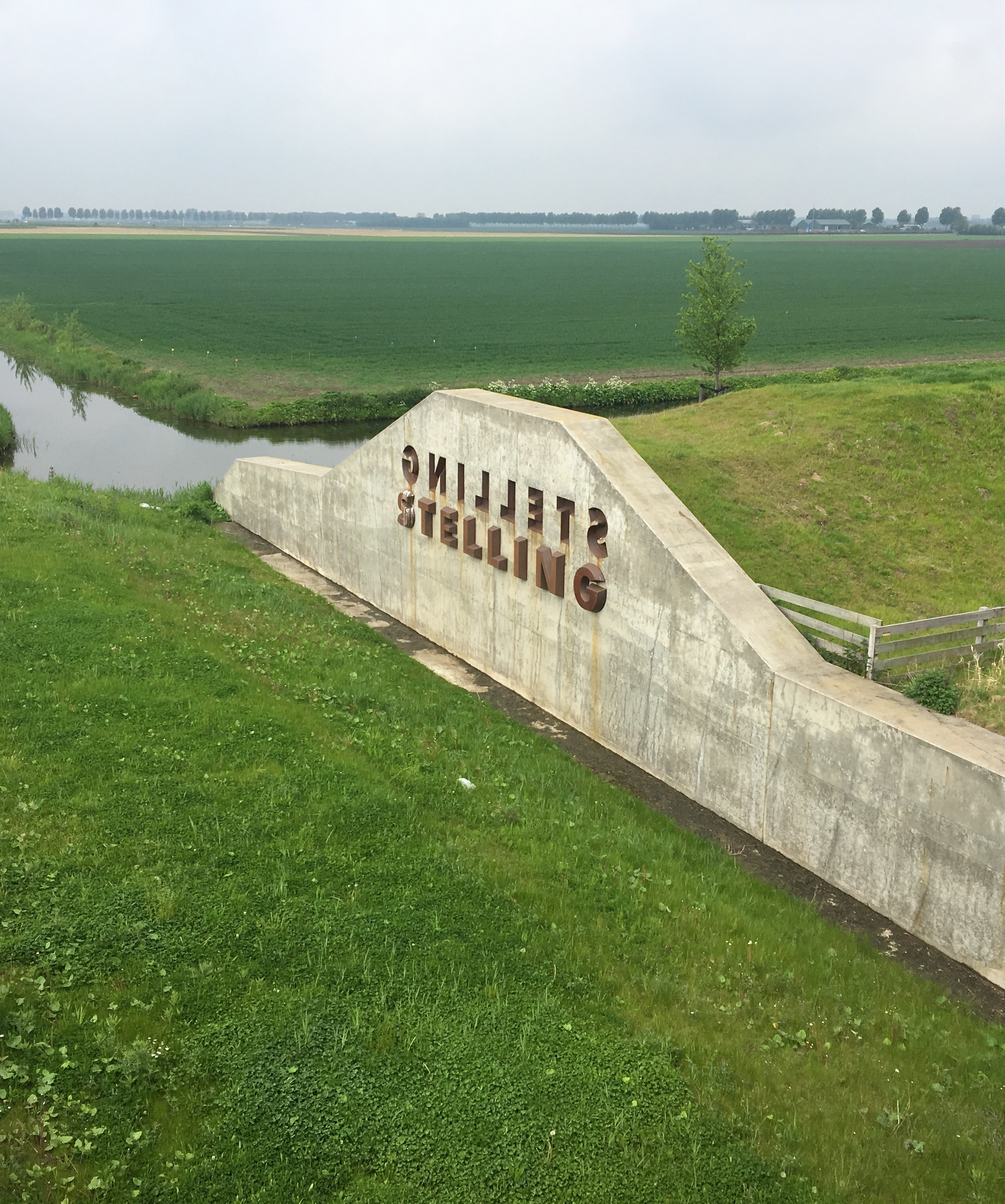
Geniedijkdoorsnijding hoofddorpzijde

## Naamgeving

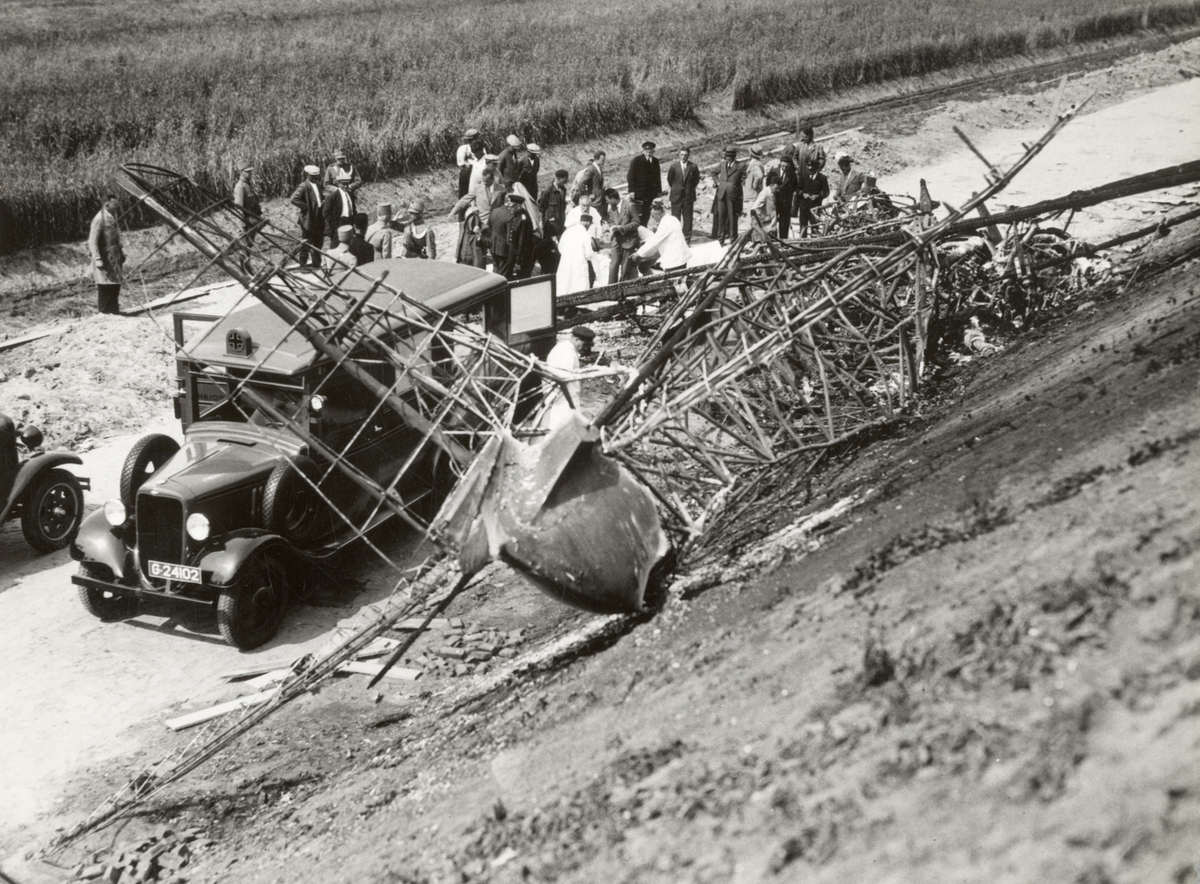
Het in 1935 neergestorte vliegtuig Kwikstaart

De brug is vernoemd naar Kick Pruijs, een Nederlandse wielrenner en redder van inzittenden van het daar op 4 juli 1935 neergestort vliegtuig 'Kwikstaart', een Fokker F.22 van de KLM. 